# Rhacophorus barisani
Rhacophorus barisani är en groddjursart som beskrevs av Harvey, Pemberton och Smith 2002. Rhacophorus barisani ingår i släktet Rhacophorus och familjen trädgrodor. IUCN kategoriserar arten globalt som otillräckligt studerad. Inga underarter finns listade i Catalogue of Life.